# هورسلی، داربی‌شر
هورسلی (به انگلیسی: Horsley) یک روستا و محله مدنی در بریتانیا است که در دره امبر واقع شده‌است. هورسلی ۹۷۳ نفر جمعیت دارد.